# SNOW BOUND LAND
『SNOW BOUND LAND』（スノウ・バウンド・ランド）は、オトメイトから2013年11月21日に発売されたPlayStation Portable用恋愛アドベンチャーゲーム。

## 概要
アンデルセン童話『雪の女王』をモチーフとしている。
キャラクターからの好感度が上がると、アイキャッチが表示されるようになっている。ただし、立ち絵が表示されていない時に好感度が上がるときはアイキャッチは表示されない。また、本作では危険度のパラメーターが設定されており、危険度が100%に達するとゲームオーバーになってしまう。
選択肢の中には時間制限のあるものもあり、選択肢によって危険度を変化させる仕組みになっている。

## あらすじ
ゲルダは、幼馴染であるカイとともに幸せに暮らしていた。
ある日、カイが願いの叶う鏡を拾った。カイとゲルダを含むその場にいた人々は鏡を覗き込むと、突如鏡が割れ不思議な光に包まれて気絶した。
気が付くと、鏡はなくなっていた。そしてその時から、彼らの心や体には、ある変化が訪れていた。

## 登場人物

### 主要人物
ゲルダ
声 - 無し
主人公である孤児。鏡のせいで、力持ちになってしまった。
カイ
声 - 木村良平
ゲルダの幼馴染。元々は平和を愛する心優しき人物だったが、鏡のせいで、冷たい性格になってしまった。
オルヴァ
声 - 立花慎之介
ゲルダと同じ村に住む病弱な青年。外に出ることが少なかったため、やや世間知らず。鏡のせいで、ものに触れると腐らせてしまう体質になってしまった。
アージェ
声 - 小野友樹
ゲルダの村に住む旅人。鏡のせいで、自らの意思に反することを言ってしまう。
クラエス
声 - 代永翼
ゲルダの幼馴染。村の料理屋で働きながら将来はコックになりたいと考えている。鏡のせいで、他人の悪意を読み取れるようになった。

### 白の世界
雪の女王
声 - 折笠愛
白の世界に住む女王。
イヴァン
声 - 石田彰
雪の女王の下部で、女王以外の人物を信じない。
悪魔
声 - 杉山紀彰
ゲルダをからかう謎の存在。

### 赤の世界
リーゼロッテ
声 - 谷育子
赤の世界の魔女で、力に渇望している。自らより強い雪の魔女が嫌い。
ウィル
声 - 花江夏樹
リーゼロッテの世話人である少年で、相手を馬鹿にした話し方をする。
リディア
声 - 山本彩乃
ウィルの妹で、兄のことが大好き。兄の命令以外の理由を理解できずに、ただただ薔薇を赤く塗る仕事をこなしている。

### 黄色の世界
アルフレッド
声 - 興津和幸
カイにそっくりな黄色の世界の王子。女の子は好きだけど男は嫌いで、ナルシスト故自分より目立つ者を許さない。
ナタリア
声 - 藤堂真衣
黄色の世界の王女。時間に非常に厳しい。

### 緑の世界
フィネ
声 - 浅川悠
山賊の娘である若い女性。
ベイセル
声 - 岩崎了
フィネの補佐役である山賊。

## 主題歌
オープニングテーマ「氷の城」
作詞 - 日山尚 / 作曲・編曲 - MANYO / 歌 - canoue
エンディングテーマ「陽のあたる季節」
作詞 - 日山尚 / 作曲・編曲 - MANYO / 歌 - canoue

## 関連商品

### ドラマCD
- SNOW BOUND LAND ドラマCD「みんなでお芝居?!『しんでれら』（2013年11月21日発売、予約特典）
- SNOW BOUND LAND ドラマCD「酒は飲んでも飲まれるな！」（2013年11月21日発売、ステラワースでの購入特典）
- SNOW BOUND LAND ドラマCD ～お見合いクラッシュ大作戦～（2014年1月15日発売、KDSD-682）

### 書籍
- SNOW BOUND LAND 公式アートブック（2014年1月31日発売、ISBN 978-4891992316）
- オトメイトノベル SNOW BOUND LAND（2015年7月23日発売、ISBN 978-4891993474）